# Шеве, Георг
Георг Шеве (нем. Georg Schewe; 24 ноября 1909, Иккермюнде, Померания — 14 октября 1990, Гамбург) — немецкий офицер-подводник, капитан 3-го ранга (1 августа 1943 года).

## Биография
В октябре 1928 года поступил на флот матросом. После окончания офицерских курсов 1 июля 1934 года произведен в фенрихи, 1 января 1936 года — в лейтенанты. В 1936 году переведен в подводный флот.

## Вторая мировая война
С 22 июля 1939 года по 19 июля 1940 года командовал подлодкой U-60 (Тип II-C), на которой совершил 6 походов (проведя в море в общей сложности 104 суток).
10 сентября 1940 года назначен командиром подлодки U-105. Руководил её действиями в 4 походах (236 суток в море) в Атлантику. Наиболее успешным для Шеве стал второй поход, во время которого он потопил 12 судов общим водоизмещением 71 450 брт.
23 мая 1941 года награждён Рыцарским крестом Железного креста.
6 января 1942 года зачислен в штаб командующего подводными лодками на Средиземном море. В сентябре — октябре 1944 года командовал 33-й флотилией подводных лодок, а в октябре 1944 переведен в ОКМ.
Всего за время военных действий Шеве потопил 16 судов общим водоизмещением 85 779 брт.
В мае 1945 года арестован британскими войсками. В 1946 году освобожден.